# 单叶凤尾蕨
单叶凤尾蕨（学名：Pteris subsimplex），为凤尾蕨科凤尾蕨属下的一个植物种。